# Марютін Фрідріх Михайлович
Фрідріх Михайлович Марютін (7 жовтня 1924, Астрахань, РРФСР, СРСР — 10 вересня 2010, Санкт-Петербург, Росія) — радянський футболіст, нападник. Заслужений майстер спорту СРСР (1954).

## Біографія
Народився на теплоході, що прямував з Баку в Астрахань. Своє ім'я отримав на честь Фрідріха Енгельса (рішення про ім'я новонародженого приймалося прямо в кают-компанії, після спекотних суперечок партійного осередку пароплава).

### Клубна кар'єра
Першою командою Марютіна став «Зеніт» (Підліпки) (з 1939).
Під час Великої Вітчизняної війни родина Марютіних евакуювалася до Свердловська. Там Марютін розпочав свою трудову діяльність, працюючи токарем на заводі.
1944 року відновив заняття футболом і став виступати за «Калининець» (Свердловськ). Перед початком сезону 1946 року найкращі футбольні команди, що належать до відомства Міністерства оборонної промисловості СРСР, були зібрані у місті Фрунзе. Метою був відбір найкращих гравців для зміцнення ленінградського «Зеніту». Фрідріх Марютін виявив себе на цьому зборі й з 1946 виступав у вищій лізі за «Зеніт» (Ленінград), дебютувавши 3 травня 1946 в гостьовому матчі проти московського «Торпедо».
У 1956 році Марютін отримав тяжку травму, і «Зеніт» відмовився від його послуг. У 1957 році Марютін перейшов до ленінградського «Авангарду» (пізніше команда стала називатися «Адміралтеєць»), за який виступав два роки. У першому ж році свого виступу за «Авангард» Марютін разом із командою досяг підвищення в класі, вийшовши до групи «А» (вищу лігу чемпіонату СРСР).

### Кар'єра у збірній
Потрапив до складу збірної команди з футболу на літні Олімпійські ігри 1952 року в Гельсінкі й взяв участь в одній грі — 20 липня 1952 року у матчі 1/8 фіналу проти збірної Югославії (5:5). Поразка від югославської збірної через день у матчі-переграванні (Марютін у цій грі участі не брав) керівництвом Радянського Союзу було розцінено як ганьбу (відносини між Югославією та СРСР на той час були відверто ворожі), ряд гравців та тренерів були позбавлені звань майстрів спорту, а ЦДСА, як один із базових клубів збірної, був взагалі розформований. Проте гра Фрідріха Марютіна на Олімпіаді нарікань не викликала і через два роки після повернення збірної з Фінляндії йому було присвоєно звання «Заслужений майстер спорту СРСР».
Усього провів у складі збірної СРСР з футболу дві гри (одна офіційна).

### Тренерська кар'єра
Після закінчення кар'єри гравця Фрідріх Марютін був тренером у командах:
- «Адміралтеєць» (Ленінград) (1959—1961) — тренер
- СКА (Ленінград) (1962) — головний тренер
- «Зеніт» (Ленінград) (1968—1969) — тренер

Старший тренер ленінградських клубних команд ЛОМО (1972—1974, 1976—1981), СК «Комсомолець» (1966—1967, 1970—1971). Був старшим тренером футбольної школи «Зеніт» (1963—1965, 1982—1987).

### Особисте життя
Помер 10 вересня 2010 після тривалої хвороби.
Похований на Смоленському православному цвинтарі Санкт-Петербурга.

## Нагороди та досягнення
- Заслужений майстер спорту СРСР (1954)
- У списку 33 найкращих футболістів сезону в СРСР 1948 року він називався № 3, а в 1950 і 1951 роках — № 2 на позиції нападника